# 新竹市議會第八屆議員列表
新竹市議會第八屆議員由20歲以上之設籍新竹市市民於2009年公民直選選出，任期四年，無連任次數之限制。

## 選區
本屆新竹市議員選舉劃分為5個選區，應選33席，各選區議員席次分配如下：
- 第一選區（市議員東區，應選11席）：東區東門聯里、東勢聯里、埔頂聯里、建功聯里
- 第二選區（市議員南區，應選4席）：東區竹蓮聯里、南門聯里
- 第三選區（市議員西區，應選3席）：北區西門聯里、客雅聯里
- 第四選區（市議員北區，應選9席）：北區士林聯里、湳雅聯里、北門聯里、南寮聯里
- 第五選區（6席）：香山區

其中第三選區1位當選人未就職即去世，不必補選，因此實際就職僅有32席。2014年第一選區有1位議員去世，不必補選，因而僅餘31席。

## 名單
| 選區     | 政黨       | 姓名   | 備註                                                |
| -------- | ---------- | ------ | --------------------------------------------------- |
| 第一選區 | 中國國民黨 | 鄭正鈐 |                                                     |
| 第一選區 | 中國國民黨 | 謝希誠 |                                                     |
| 第一選區 | 中國國民黨 | 段孝芳 |                                                     |
| 第一選區 | 中國國民黨 | 鍾淑英 |                                                     |
| 第一選區 | 中國國民黨 | 余邦彥 |                                                     |
| 第一選區 | 中國國民黨 | 張祖琰 |                                                     |
| 第一選區 | 民主進步黨 | 林智堅 |                                                     |
| 第一選區 | 民主進步黨 | 鄭宏輝 |                                                     |
| 第一選區 | 民主進步黨 | 曾資程 |                                                     |
| 第一選區 | 無黨籍     | 羅文熾 |                                                     |
| 第一選區 | 無黨籍     | 陳文正 | 2014年因病辭世，不需遞補或改選                      |
| 第二選區 | 中國國民黨 | 徐信芳 | 原席次田雅芳因案解職，遞補當選                      |
| 第二選區 | 民主進步黨 | 魏秀珍 |                                                     |
| 第二選區 | 無黨籍     | 許修睿 |                                                     |
| 第二選區 | 無黨籍     | 田雅芳 | 因案解職，原席次由徐信芳遞補                        |
| 第二選區 | 無黨籍     | 許文棟 |                                                     |
| 第三選區 | 中國國民黨 | 呂於台 |                                                     |
| 第三選區 | 中國國民黨 | 駱克銘 | 未就職即因病辭世，不需遞補或改選                    |
| 第三選區 | 民主進步黨 | 鄭正宗 |                                                     |
| 第四選區 | 中國國民黨 | 吳青山 |                                                     |
| 第四選區 | 民主進步黨 | 吳秋榖 |                                                     |
| 第四選區 | 無黨籍     | 謝文進 | 議長                                                |
| 第四選區 | 無黨籍     | 孫鍚洲 | 副議長，以 中國國民黨身分當選，惟就職日即退出國民黨 |
| 第四選區 | 無黨籍     | 陳清全 |                                                     |
| 第四選區 | 無黨籍     | 蕭志潔 |                                                     |
| 第四選區 | 無黨籍     | 彭昆耀 |                                                     |
| 第四選區 | 無黨籍     | 李妍慧 |                                                     |
| 第四選區 | 無黨籍     | 蔡錕鈺 |                                                     |
| 第五選區 | 中國國民黨 | 鄭成光 |                                                     |
| 第五選區 | 中國國民黨 | 林耕仁 |                                                     |
| 第五選區 | 中國國民黨 | 賀玉燕 | 原席次林梅華因案解職，遞補當選                      |
| 第五選區 | 民主進步黨 | 林漢淇 |                                                     |
| 第五選區 | 無黨籍     | 林梅華 | 因案解職，原席次由賀玉燕遞補                        |
| 第五選區 | 無黨籍     | 吳國寶 |                                                     |
| 第五選區 | 無黨籍     | 陳啟源 |                                                     |

## 政黨席次
- 中國國民黨：12席
- 無黨籍：12席
- 民主進步黨：7席